# Бучко Дмитро Іванович
Дмитро Іванович Бучко (псевдо: Барвінок; нар. 1913, с. Слобода-Болехівська, Долинський район, Івано-Франківська область — пом. 8 травня 1952, біля с. Довге, Стрийський район, Львівська область) — український військовик, вояк УПА, лицар Срібного хреста бойової заслуги УПА 1 клясу.

## Життєпис
Діяв на території тодішнього Болехівського району. Кущовий провідник ОУН (?-1950), керівник Болехівського районного проводу ОУН (1950-1951). Довірена особа референта пропаганди Проводу ОУН Петра Федуна-«Полтави». 3 червня 1950 року співробітники МДБ оточили Петра Федуна-«Полтаву» та його охорону на чолі з кущовим Дмитром Бучком-«Барвінком», та намагалися захопити їх живими. Під час
перестрілки Дмитро Бучко-«Барвінк» вчинив оперативній групі збройний спротив, та скориставшись темрявою — втік. 
Загинув під час облави 8 травня 1952 року біля села Довге, нині Стрийський район, Львівська область.

## Нагороди
Відзначений Срібним хрестом бойової заслуги УПА 1 класу (20.10.1951).